# فونداسیون (ماگدالنا)
فونداسیون (ماگدالنا) (به اسپانیایی: Fundación) یک سکونتگاه مسکونی در کلمبیا است که در بخش ماگدالنا واقع شده‌است.

## خصوصیات
فونداسیون ۹۲۲ کیلومترمربع مساحت و ۸۲٬۵۳۲ نفر جمعیت دارد و ۱۰ متر بالاتر از سطح دریا واقع شده‌است.